# 大森消防署

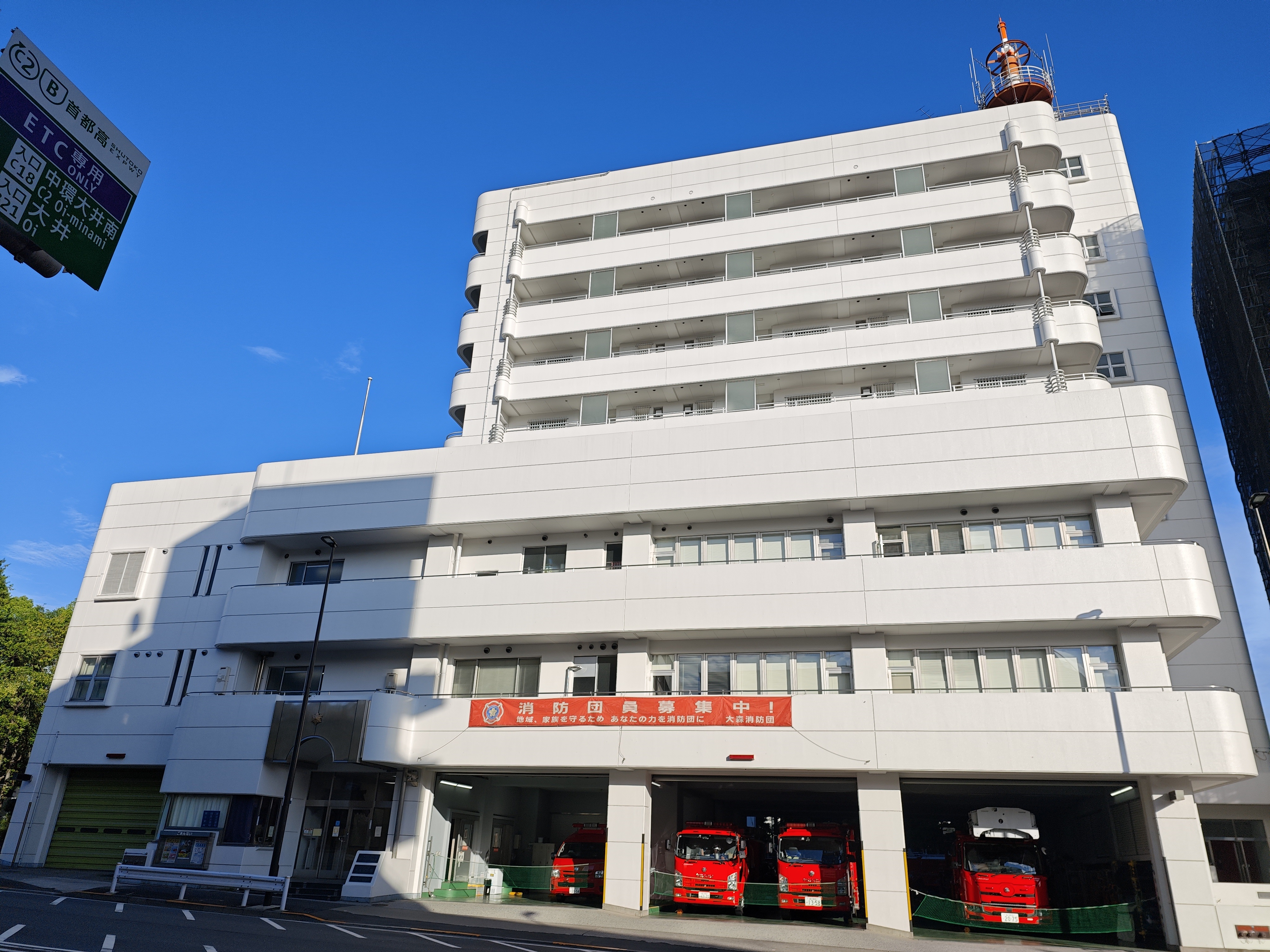
大森消防署（2025年6月）

大森消防署（おおもりしょうぼうしょ）は、東京都大田区大森東一丁目にある東京消防庁第二消防方面本部に所属する消防署。

## 所在地
- 東京都大田区大森東一丁目32番8号

最寄駅：京浜急行電鉄本線平和島駅

## 概要
管轄区域は台地部、平野部、臨海部に分類できる。台地部は住宅地域である。平野部は町工場と商業地と住宅が混在した地域である。臨海部は物流地域、工業地域である。本署の記号は 森 である。また、水難救助隊が配置されており、多摩川での水難事故の場合は川崎市消防局と合同で活動している。消防ポンプ車、化学消防車、梯子車、指揮隊車、高規格救急車、水難救助車、人員輸送車といった車両が配備されている。

## 管轄区域
- 大田区

大森北全域、大森本町全域、山王全域、大森東全域、平和島全域、昭和島全域、京浜島全域
東海全域、城南島全域、平和の森公園全域、大森西一丁目～大森西六丁目、大森西七丁目の一部
大森中全域、大森南一丁目の一部、大森南二丁目の一部、大森南三丁目～大森南五丁目
北馬込全域、中馬込全域、東馬込全域、西馬込全域、南馬込全域、中央全域
池上一丁目、池上二丁目、池上三丁目の一部、池上四丁目の一部、池上五丁目の一部
仲池上二丁目の一部

## 出張所
- 、馬込出張所

所在地 - 大田区南馬込一丁目53-4
記号は 込 である。
配備車両 - 小型ポンプ車、普通ポンプ車、高規格救急車、資材搬送車
- 市野倉出張所

所在地 - 大田区中央八丁目1-1
記号は 倉 である。
配備車両 - ポンプ車、救急車
- 山谷出張所

所在地 - 大田区大森西五丁目17-25
特別消火中隊が配置されている。
記号は 丸に山 である。
配備車両 - 普通ポンプ車、救急車、非常用ポンプ車、
- 森ケ崎出張所

所在地 - 大田区大森南三丁目33-8
記号は 丸に森 である。
配備車両 - 小型ポンプ車、普通ポンプ車、補給車､ 救急車